# Mölleberga
Mölleberga är kyrkbyn i Mölleberga socken i Staffanstorps kommun i Skåne belägen någon kilometer söder om Staffanstorp.
Mölleberga kyrka ligger i byn. 
Lilla Mölleberga är en mindre by/gård som ligger 1 kilometer sydväst om Mölleberga.
Stora Mölleberga är en gård som ligger strax söder om kyrkbyn.